# Kōwa (Muromachi-Zeit)
Kōwa (japanisch 弘和) ist eine japanische Ära (Nengō) von März 1381 bis Mai 1384 nach dem gregorianischen Kalender. Der vorhergehende Äraname ist Tenju, die nachfolgende Ära heißt Genchū. Die Ära fällt in die Regierungszeit des Kaisers (Tennō) Chōkei.
Der erste Tag der Kōwa-Ära entspricht dem 6. März 1381, der letzte Tag war der 17. Mai 1384. Die Kōwa-Ära dauerte vier Jahre oder 1169 Tage.

## Ereignisse
- 1381 Imagawa Sadayo nimmt die Burgen Kikuchi (菊池城) und Sometsuchi (染土城) in der Provinz Hizen ein
- 1381 Tennō Chōkei schreibt das Sengenshō (仙源抄)
- 1383 Go-Kameyama wird Tennō, Chōkei dankt ab